# 분당 회전수
분당 회전수(分當廻轉數, revolutions per minute, 약자 rpm, RPM, r/min, r·min-1)는 주파수의 단위이다.
보통 자동차의 엔진 회전수 또는 컴퓨터의 하드디스크 속도를 나타내는 단위로 많이 쓰지만, 실제로는 모든 회전체의 회전수를 나타낼 때 쓰는 단위이다. 예를 들어, 골프나 야구에서도 볼이 날아갈 때는 일정한 속도로 회전하면서 날아가는데, 이때도 볼이 1분당 몇 번 회전하는가를 나타내고자 할 경우, RPM을 단위로 쓴다. 이처럼 회전하는 모든 물체의 1분당 회전수를 나타내는 단위가 RPM이다.
자동차·오토바이 따위의 경우에는 회전속도계를 통하여 표시되는데, 자동차는 일반적으로 계기판에 설치된 엔진 회전계를 가리킨다. 이 회전계에 보면 0에서부터 9까지의 숫자가 표시되어 있다. 여기서 1은 1,000rpm을, 2는 2,000rpm을 의미한다. 1,000rpm은 엔진의 주축인 크랭크축이 1분에 1,000바퀴를 돈다는 뜻이다. 다시 말하면 엔진이 1분당 1,000번을 돌면 1,000rpm, 1,500번 돌면 1,500rpm이다.
RPM이 높아지는 것은 곧 엔진의 회전수가 많아진다는 뜻이고, 회전수가 많아진다는 것은 그만큼 자동차의 출력과 속도에도 영향을 준다는 뜻이다. 다시 말해 토크가 일정하다면, RPM이 높아질수록 속도가 높아진다. 그러나 RPM과 자동차의 속도가 꼭 비례하는 것은 아니다. 왜냐하면 자동차의 출력(마력)은 엔진의 회전력인 토크와 RPM을 곱한 값이기 때문에, 토크의 영향도 받는다.
컴퓨터에서는 하드디스크의 플래터(platter)가 1분당 회전하는 속도를 일컫는다. 플래터는 하드디스크 드라이브(HDD) 안에 있는 디스크를 다른 종류의 디스크와 구별하기 위해 부르는 용어로, 하드디스크의 데이터를 기록하는 둥근 원판을 가리킨다. 플래터가 하드디스크의 자료를 읽기 위해서는 회전을 해야 하는데, 회전속도가 빠를수록 읽는 속도가 빨라진다. 반면 고속으로 회전하기 때문에 발열이 많아지고 소음이 커지는 단점이 있다. 일반적으로 RPM이 높을수록 고급 제품이고, 가격도 비싸다.
플로피 디스크의 속도는 보통 300rpm 정도인 데 비해, 하드디스크의 회전속도는 3,600rpm 이상이다. 최근에는 5,400·7,200rpm 제품도 생산되고, SCSI 하드디스크는 10,000rpm 이상도 출시되고 있다.

## 같이 보기
- 펌프